# AC Sparta Praha 2019/2020
Tento článek se podrobně zabývá událostmi ve fotbalovém klubu AC Sparta Praha v sezoně 2019/20 a jeho působení v 1. lize, MOL Cupu a Evropské lize. Sparta se v předchozím ročníku umístila na 3. místě a zajistila si tak start ve 3. předkole Evropské ligy.

## Sezona
Po dubnovém propuštění trenéra Ščasného vedení hledalo nového trenéra. Měl jím být jeden z pětice Pavel Vrba, Václav Jílek, Adrián Guľa, Martin Svědík nebo Martin Hašek. Nakonec byl vybrán Václav Jílek. První posilou se stal Nor Andreas Vindheim ze švédského Malmö FF, druhou posilou Libor Kozák. Sparta neuplatnila opci na Chipciua, ten se tak po roce vrátil do RSC Anderlecht. Další posilou se 6. června stal Ladislav Krejčí ze Zbrojovky Brno. V pátek 14. června byl dotažen přestup Michala Trávníka z Jablonce. Na druhý pokus vyšel i přestup Davida Lischky, jehož transfer v zimě padl kvůli problémům se srdcem. Ve Spartě skončili Eldar Ćivić, který přestoupil do maďarského Ferencvárosi TC a Bogdan Vătăjelu, který se vrátil do rumunské Craiovy, ze které v roce 2016 do Sparty přišel. Na hostování z Fiorentiny přišli útočník Martin Graiciar a obránce Dávid Hancko.
Prvním utkáním sezony bylo domácí utkání se Slováckem. Sparta selhala a se Slováckem prohrála 0:2, což znamenalo poslední místo ligové tabulky. Ve druhém kole se ale Sparta vzchopila a porazila doma Jablonec po gólech Hložka a Kangy 2:0. V následujícím utkání Sparta musela dotahovat dvougólovou ztrátu a s nováčkem z Českých Budějovic remizovala 2:2. Ve 4. kole si Sparta poradila s Příbramí 3:0. O čtyři dny později Sparta na Letné před prázdnými ochozy přivítala turecký Trabzonspor. Sparta si vypracovala vedení 2:0, ale v poslední desetiminutovce dvakrát inkasovala a zápas skončil 2:2. Následovalo venkovní utkání v Mladé Boleslavi, ve kterém padlo 7 gólů; Sparta prohrála 3:4 gólem Budínského ze třetí minuty nastavení. Odveta 3. předkola Evropské ligy v Trabzonu se odehrála 15. srpna. Trabzonspor šel do vedení v 11. minutě díky gólu Sørlotha; sparťanské naděje udržel gólem Adam Hložek a Florin Niță v závěru chytil penaltu, v osmé minutě nastavení ale Spartu gólem srazil Filip Novák. Sparta po výsledcích 2:2 a 1:2 potřetí v řadě vypadla na prvním soupeři.
Po vyřazení z EL Sparta doma přivítala FC Baník Ostrava. Sparta zvítězila 2:0 díky dvěma gólům Martina Haška; do základní sestavy se po roce a půl strávených na hostováních vrátil Kamerunec Mandjeck. Následující utkání v Liberci ale Sparta i díky kontroverzním rozhodnutím rozhodčích prohrála 1:3. Ani v následujícím utkání Sparta nedokázala zvítězit, se Sigmou Olomouc remizovala 3:3. Ještě před koncem přestupového okna na hostování do ruského Orenburgu odešel stoper Uroš Radaković; do Sparty zamířil z Příbrami 19letý ofenzivní univerzál Matěj Polidar, který byl vzápětí poslán zpět na hostování. V utkání 9. kola proti Zlínu v sezoně poprvé hrál Heča, po zranění se vrátil Frýdek a poprvé za Spartu nastoupil David Lischka. Sparta porazila Zlín 2:0 a po 9. kole byla v lize na 6. místě se ztrátou 9 bodů na vedoucí Slavii.
294. derby bylo naplánováno na 22. září na Letnou. Fanoušci Sparty na tento zápas naplánovali akci "Krysa pro krysu", kdy zaházeli plochu plyšovými krysami, prasaty a hady. Akce byla směřována proti bývalým sparťanům, kteří momentálně nastupovali v dresu Slavie, zejména tedy proti Stanciuovi, který v roce 2018 za Spartu odehrál 34 utkání a na sklonku svého působení v rudém dresu několikrát nesl kapitánskou pásku. Do utkání vstoupila lépe Slavia, v 19. minutě po faulu Frýdka proměnil penaltu Souček a Slavia se ujala vedení 0:1. V 55. minutě udeřili znovu slávisté a ke gólu jim pomohlo štěstí. Heča nedůrazně vyboxoval tečovaný centr před sebe a míč se po skrumáži dostal k Olayinkovi, jehož střelu mířící mimo branku tečoval pozadím do vlastní sítě ležící Sáček. V 66. minutě dostal červenou kartu záložník Slavie Hušbauer. Počty hráčů se vyrovnaly, když v 82. minutě dostal červenou i Tetteh. Utkání podtrhl Masopust, který v 90. minutě uzavřel skóre na 3:0.
Sparta nevyhrála ani v dalším utkání, proti Plzni prohrála po chybě Lischky 1:0. V následujícím zápase Sparta doma porazila Karvinou, hattrick si připsal Libor Kozák. Do 15. kola Sparta remizovala s Teplicemi 1:1, doma zničila Bohemians 4:0 a porazila Opavu 1:0, premiérový gól si v zápase připsal Andreas Vindheim. V osmifinále poháru Sparta sestřelila SK Dynamo České Budějovice 4:0 a postoupila do čtvrtfinále. V polovině ligové soutěže byla Sparta na šestém místě s 24 body se ztrátou 17 bodů na vedoucí Slavii.
V 16. kole Sparta hrála v Jablonci. Ve 20. minutě Sparta vedla 2:0, vedení ale neudržela a utkání skončilo 2:2. V dalším utkání Sparta doma přivítala SK Dynamo České Budějovice, které před necelým měsícem vyřadila z poháru po výhře 0:4. I tentokrát padalo hodně gólů, na Letné jich padlo celkem 6, Sparta ale po remíze 3:3 vyválčila pouze bod. Následně Martin Hašek zajistil Spartě výhru nad Příbramí. V posledním domácím utkání kalendářního roku 2019 se Sparta rozstřílela a nadělila Mladé Boleslavi pověstné „bůra“ (tj. 5 gólů), utkání skončilo 5:2. Rok 2019 Sparta zakončila bezgólovou remízou v Ostravě. Sparta byla po 20 kolech na 4. místě s odstupem 21 bodů na vedoucí Slavii a 5 bodů na druhou Plzeň.
V zimním přestupovém období do Sparty (resp. do „B“ týmu) přestoupil stoper Lukáš Hušek, který působil v juniorských týmech anglického Leicesteru. Naopak ze Sparty na hostování odešli útočník Matěj Pulkrab (do Bohemians Praha 1905), záložník Zinedin Mustedanagić (do FK Sarajevo) a fanoušky neoblíbený Ondřej Zahustel, který odešel na půlroční hostování do Slovácka. Odlet na soustředění do španělské Marbelly se ale neobešel bez kontroverze – záložník Martin Hašek odmítl odcestovat s týmem, čímž hrubě porušil své hráčské povinnosti a podle vyjádření Sparty ponel následky. Následal finanční postih, zároveň nejvyšší vedení řešilo budoucnost hráče. Martin Hašek byl přeřazen do „B týmu“.
V prvním jarním utkání Sparta doma prohrála s Libercem 0:2. Utkání se stalo osudným trenéru Jílkovi, který byl odvolán; na jeho místo byl dosazen Václav Kotal, dosavadní trenér sparťanského béčka. Václav Kadlec, který kvůli zranění kolene v současné sezoně nenastoupil k žádnému zápasu (poslední zápas za Spartu odehrál 9. března 2019), musel podstoupit další operaci kolene a z tohoto důvodu ukončil svoji profesionální kariéru. Václav Kadlec za Spartu odehrál 207 utkání, ve kterých vstřelil 60 gólů, v sezonách 2009/10 a 2013/14 oslavil se Spartou zisk titulu. První utkání pod novým trenérem Kotalem Sparta sehrála proti Sigmě Olomouc. Ani po výměně trenéra se ale Sparta nenaladila na vítěznou vlnu, v Olomouci prohrála 0:1. V dalším ligovém utkání nad Zlínem dvakrát vedla, ani jednou se jí však vedení nepodařilo udržet a se Zlínem ukopala remízu 2:2. Následovalo čtvrtfinálové utkání s Baníkem Ostrava. Sparta díky gólům Hancka, Tetteha, Karlssona, Frýdka a Hložka rozdrtila Baník 5:0. Po Boleslavi tak Sparta v sezoně udělila druhé pověstné „bůra“.
295. derby bylo nalosováno na 24. kolo na neděli 8. března 2020 na slávistický Eden. Utkání bylo od počátku velmi důrazné, v první polovině ale branka nepadla. V 57. minutě pálil těsně vedle sparťanské branky Stanciu, při rychlém protiútoku se do obrovské šance dostal Benjamin Tetteh. Skóroval, gól však nebyl uznán, protože se ve vápně pomohl faulem. V 80. minutě už si ale Tetteh počínal ve vápně lépe a vstřelil branku. Sparta byla po 9 utkáních bez vítězství v derby velmi blízko úspěchu. Sparťany ale rozesmutněl chorvatský útočník Petar Musa, který ve třetí minutě nastavení přesnou hlavičkou překonal brankáře Heču. Derby skončilo 1:1.
Slibně rozjíždějící se Spartu ovšem zastavila pandemie covidu-19, kvůli které byla až do odvolání přerušena všechna fotbalová utkání.
Liga se za přísných podmínek (hráno bez diváků) rozjela na konci května. V prvním utkání po rozjetí ligy Sparta doma přivítala Plzeň, se kterou prohrála 1:2 a v lize klesla až na 9. místo. V utkání proti Karviné, kterému už přihlížela hrstka diváků, Sparta o poločase prohrávala 0:1, ale ve 49. minutě David Moberg Karlsson zavelel gólem k otočení a výraznému zlepšení hry Sparty, která se v tento moment herně rozjela. Do konce utkání skórovali ještě Hložek, Dočkal a debutant Adam Karabec, který skóroval po dvou minutách na hřišti a stal se třetím nejmladším střelcem ligové historie. Sparta tak porazila Karvinou jasně 4:1. V dalším utkání Sparta přejela bezzubé Teplice 3:0 a poskočila už na 5. místo tabulky. Třetí ligové vítězství v řadě si Sparta připsala proti Bohemians. Jistotu postupu do nadstavbové skupiny o titul Letenští získali po utkání s Opavou, kterou porazili 2:0 a vyhráli počtvrté v řadě. V závěrečném 30. kole se Sparta po výhře nad Slováckem posunula na třetí místo, které bylo ovšem od druhé Plzně vzdáleno 14 bodů. Před prvním utkáním nadstavby Sparta odehrála semifinále domácího poháru proti Plzni. Plzeň byla favoritem, na rychlé góly Kangy a Kozáka ale nezareagovala, Sparta po šesti letech postoupila do finále poháru a byla tak velmi blízko první trofeji po 6 letech, v cestě už stál pouze Liberec, na jehož stadionu se 1. července mělo finále odehrát. Shodou okolností právě proti Liberci Sparta zahájila nadstavbovou část. V závěru utkání si brankář soupeře Filip Nguyen smolně srazil za záda střely Krejčího a Tetteha a Sparta tak před klíčovým utkáním svého soupeře porazila 4:1. Sedmou ligovou výhru v řadě (osmou výhru včetně poháru) si Sparta připsala proti Baníku, který přemohla 3:2, Adam Hložek se stal prvním hráčem ligy, který před svými 18. narozeninami odehrál 50 utkání. Další výhru už ale Sparta nepřidala, jelikož po utkání s Plzní následovalo finálové utkání poháru a trenér Kotal šetřil klíčové hráče; prohrála 1:2, v utkání debutovali Daniel Horák a Vojtěch Patrák.
Finále poháru se odehrálo 1. července na libereckém Stadionu U Nisy. Utkání bylo od začátku velmi bojovné, ve 34. minutě Frýdek šlápl na ležícího Malinského, přičemž sudí Pavel Královec mu udělil pouze žlutou kartu i přes to, že videorozhodčí faul posoudil na červenou. V prvním poločase se až na několik žlutých karet nic nestalo a skončil 0:0. Pět minut po začátku druhého poločasu už se skóre měnilo, po akci Rondiće míč to branky protlačil Jakub Pešek a Liberec vedl 0:1. Druhý gól mohl vzápětí přidat Rondić, v obrovské šanci trefil pouze brankáře Heču. V 65. minutě Kanga ve vápně našel Moberg Karlssona, který se nemýlil a srovnal skóre. Čtvrt hodiny před koncem brankář Liberce Knobloch nešťastně ve vápně srazil Tetteha a Sparta mohla kopat penaltu. K té se postavil Kanga, který suverénně proměnil a poslal Letenské do vedení. To už Sparta udržela a po 6 letech získala cennou trofej.
Po vítězství v poháru Sparta doma porazila Jablonec 3:0 a pojistila si 3. místo v lize.
296. derby bylo jako v předchozí sezoně posledním ligovým utkáním, odehrálo se 8. července na Edenu. Utkání bylo velmi bojovné, k velké libosti fanoušků Sparty Ladislav Krejčí třikrát v úvodních 15 minutách fauloval rumunského záložníka Stanciua, který vítězství ligového titulu mohutně oslavoval pokřikem „Nico Stanciu, Nico Stanciu, smrt Spartě!“, což fanoušci vzhledem k jeho sparťanské minulosti a prohlášením oprávněně těžce nesli. Ve 14. minutě trefil břevno Coufal. V různých potyčkách tak mj. dostali žluté karty Štetina s Bořilem. Na začátku druhého poločasu se do hry dostal Kozák, který usiloval o titul Krále střelců, do statistik se ale zapsal žlutou kartou po 27 vteřinách na hřišti. V 65. minutě se dostal do šance Tecl, trefil ale břevno. V 70. minutě Ladislav Krejčí narazil Ševčíka do reklamního poutače, za což měl být vyloučen, nedostal ale žádnou kartu. Další pokusy Slavie vychytal brankář Heča a derby skončilo 0:0.
AC Sparta Praha zakončila ročník na 3. místě v lize se ztrátou 25 bodů na mistrovskou Slavii; v Evropské lize vypadla už ve 3. předkole a ovládla domácí pohár.

## Soupiska
| Číslo | Pozice | Nár.      | Hráč                  | Datum narození a věk       | AC Sparta Praha | AC Sparta Praha | AC Sparta Praha | AC Sparta Praha |
| Číslo | Pozice | Nár.      | Hráč                  | Datum narození a věk       | 2019/20         | 2019/20         | Celkem          | Celkem          |
| Číslo | Pozice | Nár.      | Hráč                  | Datum narození a věk       | Z               | G               | Z               | G               |
| ----- | ------ | --------- | --------------------- | -------------------------- | --------------- | --------------- | --------------- | --------------- |
| 1     | B      | Rumunsko  | Florin Niță           | 3. července 1987 (33 let)  | 15              | 0               | 57              | 0               |
| 2     | O      | Turecko   | Semih Kaya            | 24. února 1991 (29 let)    | 12              | 2               | 33              | 2               |
| 6     | Ú      | Česko     | Martin Graiciar       | 11. dubna 1999 (21 let)    | 9               | 0               | 9               | 0               |
| 7     | Ú      | Švédsko   | David Moberg Karlsson | 20. března 1994 (26 let)   | 22              | 6               | 39              | 9               |
| 8     | O      | Česko     | Daniel Horák          | 10. října 2000 (19 let)    | 1               | 0               | 1               | 0               |
| 9     | Z      | Gabon     | Guélor Kanga          | 1. září 1990 (29 let)      | 37              | 15              | 81              | 31              |
| 10    | Z      | Česko     | Bořek Dočkal          | 30. září 1988 (31 let)     | 16              | 1               | 165             | 33              |
| 13    | O      | Česko     | David Lischka         | 15. srpna 1997 (22 let)    | 15              | 0               | 15              | 0               |
| 15    | O      | Česko     | Matěj Hanousek        | 2. června 1993 (27 let)    | 32              | 2               | 50              | 3               |
| 16    | Z      | Česko     | Michal Sáček          | 19. září 1996 (23 let)     | 41              | 2               | 114             | 3               |
| 17    | Z      | Česko     | Martin Frýdek         | 24. března 1992 (28 let)   | 30              | 3               | 147             | 10              |
| 18    | Ú      | Česko     | Libor Kozák           | 30. května 1989 (31 let)   | 38              | 18              | 38              | 18              |
| 19    | O      | Slovensko | Lukáš Štetina         | 28. července 1991 (28 let) | 21              | 0               | 68              | 3               |
| 20    | Ú      | Česko     | Adam Hložek           | 25. července 2002 (17 let) | 39              | 9               | 62              | 13              |
| 22    | Ú      | Srbsko    | Srđan Plavšić         | 3. prosince 1995 (24 let)  | 24              | 1               | 70              | 7               |
| 24    | Ú      | Česko     | Václav Drchal         | 25. července 1999 (20 let) | 3               | 0               | 18              | 5               |
| 25    | Z      | Česko     | Michal Trávník        | 17. května 1994 (26 let)   | 34              | 0               | 34              | 0               |
| 26    | O      | Zimbabwe  | Costa                 | 6. ledna 1986 (34 let)     | 11              | 2               | 203             | 15              |
| 27    | O      | Česko     | Filip Panák           | 2. listopadu 1995 (24 let) | 0               | 0               | 0               | 0               |
| 29    | B      | Česko     | Milan Heča            | 23. března 1991 (29 let)   | 27              | 0               | 40              | 0               |
| 30    | Ú      | Ghana     | Benjamin Tetteh       | 10. července 1997 (22 let) | 38              | 8               | 75              | 19              |
| 32    | O      | Norsko    | Andreas Vindheim      | 4. srpna 1995 (24 let)     | 25              | 2               | 25              | 2               |
| 33    | O      | Slovensko | Dávid Hancko          | 13. prosince 1997 (22 let) | 25              | 3               | 25              | 3               |
| 34    | Z      | Česko     | Vojtěch Patrák        | 18. března 2000 (20 let)   | 1               | 0               | 1               | 0               |
| 35    | B      | Česko     | David Bičík           | 4. června 1981 (39 let)    | 0               | 0               | 79              | 0               |
| 36    | Z      | Česko     | Adam Karabec          | 2. července 2003 (17 let)  | 10              | 1               | 10              | 1               |
| 37    | Z      | Česko     | Ladislav Krejčí       | 20. dubna 1999 (21 let)    | 29              | 0               | 29              | 0               |
| 40    | Z      | Kamerun   | Georges Mandjeck      | 9. prosince 1988 (31 let)  | 18              | 0               | 31              | 0               |
| 3     | Ú      | Česko     | Lukáš Juliš           | 2. prosince 1994 (25 let)  | 5               | 0               | 84              | 13              |
| 5     | O      | Srbsko    | Uroš Radaković        | 31. března 1994 (26 let)   | 4               | 0               | 34              | 2               |
| 8     | Ú      | Česko     | Matěj Pulkrab         | 23. května 1997 (23 let)   | 0               | 0               | 42              | 11              |
| 11    | Ú      | Izrael    | Tal Ben Chaim         | 5. srpna 1989 (30 let)     | 0               | 0               | 24              | 0               |
| 14    | Ú      | Česko     | Václav Kadlec         | 20. května 1992 (28 let)   | 0               | 0               | 207             | 60              |
| 21    | Z      | Česko     | Martin Hašek          | 3. října 1995 (24 let)     | 20              | 6               | 35              | 7               |
| 28    | O      | Česko     | Ondřej Zahustel       | 18. června 1991 (29 let)   | 1               | 0               | 80              | 6               |

Zápasy – Liga, MOL Cup, Evropské poháry

### Příchody
Letní přestupy
| Pozice | Nár.                | Hráč                 | Datum narození a věk       | Předchozí tým        | Pozn.           |
| ------ | ------------------- | -------------------- | -------------------------- | -------------------- | --------------- |
| O      | Norsko              | Andreas Vindheim     | 4. srpna 1995 (24 let)     | Malmö FF             | Přestup         |
| Ú      | Česko               | Libor Kozák          | 30. května 1989 (31 let)   | FC Slovan Liberec    | Přestup         |
| Z      | Česko               | Ladislav Krejčí      | 20. dubna 1999 (21 let)    | FC Zbrojovka Brno    | Přestup         |
| Z      | Česko               | Michal Trávník       | 17. května 1994 (26 let)   | FK Jablonec          | Přestup         |
| O      | Česko               | David Lischka        | 15. srpna 1997 (22 let)    | FK Jablonec          | Přestup         |
| Ú      | Česko               | Martin Graiciar      | 11. dubna 1999 (21 let)    | ACF Fiorentina       | Hostování       |
| O      | Slovensko           | Dávid Hancko         | 13. prosince 1997 (22 let) | ACF Fiorentina       | Hostování       |
| Ú      | Česko               | Matěj Polidar        | 20. prosince 1999 (20 let) | 1. FK Příbram        | Přestup         |
| O      | Turecko             | Semih Kaya           | 24. února 1991 (29 let)    | Galatasaray SK       | Konec hostování |
| Z      | Kamerun             | Georges Mandjeck     | 9. prosince 1988 (31 let)  | Maccabi Haifa        | Konec hostování |
| Z      | Bosna a Hercegovina | Zinedin Mustedanagić | 1. srpna 1998 (21 let)     | MFK Ružomberok       | Konec hostování |
| Z      | Rumunsko            | Bogdan Vătăjelu      | 24. dubna 1993 (27 let)    | FK Jablonec          | Konec hostování |
| Z      | Srbsko              | Vukadin Vukadinović  | 14. prosince 1990 (29 let) | Boluspor             | Konec hostování |
| Ú      | Česko               | Lukáš Juliš          | 2. prosince 1994 (25 let)  | Bohemians Praha 1905 | Konec hostování |

| Pozice | Nár.     | Hráč              | Datum narození a věk     | Předchozí tým              | Pozn.           |
| ------ | -------- | ----------------- | ------------------------ | -------------------------- | --------------- |
| O      | Ukrajina | Maksym Talovierov | 28. června 2000 (20 let) | SK Dynamo České Budějovice | Hostování       |
| Z      | Česko    | Jiří Kulhánek     | 5. března 1996 (24 let)  | FC Spartak Trnava          | Konec hostování |
| Z      | Česko    | Christián Frýdek  | 1. února 1999 (21 let)   | FC MAS Táborsko            | Konec hostování |
| Z      | Česko    | Václav Dudl       | 22. září 1999 (20 let)   | FC Spartak Trnava          | Konec hostování |
| Z      | Česko    | Jan Fortelný      | 19. ledna 1999 (21 let)  | FC Sellier & Bellot Vlašim | Konec hostování |

Zimní přestupy
| Pozice | Nár.                | Hráč                 | Datum narození a věk    | Předchozí tým              | Pozn.           |
| ------ | ------------------- | -------------------- | ----------------------- | -------------------------- | --------------- |
| O      | Česko               | Lukáš Hušek          | 25. října 2000 (19 let) | Leicester City FC          | Přestup         |
| Z      | Česko               | Filip Souček         | 16. září 1999 (20 let)  | SFC Opava                  | Přestup         |
| Z      | Česko               | Jan Fortelný         | 19. ledna 1999 (21 let) | FC Vysočina Jihlava        | Konec hostování |
| Z      | Bosna a Hercegovina | Zinedin Mustedanagić | 1. srpna 1998 (21 let)  | SK Dynamo České Budějovice | Konec hostování |

| Pozice | Nár.  | Hráč           | Datum narození a věk     | Předchozí tým     | Pozn.           |
| ------ | ----- | -------------- | ------------------------ | ----------------- | --------------- |
| B      | Česko | Vojtěch Vorel  | 18. června 1996 (24 let) | FK Senica         | Konec hostování |
| B      | Česko | Martin Janáček | 22. září 1999 (20 let)   | FK Motorlet Praha | Konec hostování |

### Odchody
Letní přestupy
| Pozice | Nár.                | Hráč                 | Datum narození a věk       | AC Sparta Praha | AC Sparta Praha | Nový tým                   | Pozn.           |
| Pozice | Nár.                | Hráč                 | Datum narození a věk       | Z               | G               | Nový tým                   | Pozn.           |
| ------ | ------------------- | -------------------- | -------------------------- | --------------- | --------------- | -------------------------- | --------------- |
| Z      | Rumunsko            | Alexandru Chipciu    | 18. května 1989 (31 let)   | 31              | 1               | RSC Anderlecht             | Konec hostování |
| Ú      | Austrálie           | Golgol Mebrahtu      | 28. srpna 1990 (29 let)    | 9               | 0               | Puskás Akadémia FC         | Konec smlouvy   |
| O      | Bosna a Hercegovina | Eldar Ćivić          | 28. května 1996 (24 let)   | 28              | 1               | Ferencvárosi TC            | Přestup         |
| Z      | Rumunsko            | Bogdan Vătăjelu      | 24. dubna 1993 (27 let)    | 39              | 1               | CS Universitatea Craiova   | Přestup         |
| Z      | Bosna a Hercegovina | Zinedin Mustedanagić | 1. srpna 1998 (21 let)     | 9               | 0               | SK Dynamo České Budějovice | Hostování       |
| O      | Česko               | Daniel Köstl         | 23. května 1998 (22 let)   | 3               | 0               | Bohemians Praha 1905       | Přestup         |
| Z      | Česko               | Pavel Hájek          | 3. srpna 2001 (18 let)     | 1               | 0               | 1. FK Příbram              | Přestup         |
| Z      | Srbsko              | Vukadin Vukadinović  | 14. prosince 1990 (29 let) | 11              | 1               | MFK Karviná                | Přestup         |
| O      | Srbsko              | Uroš Radaković       | 31. března 1994 (26 let)   | 34              | 2               | FK Orenburg                | Hostování       |
| Ú      | Česko               | Matěj Polidar        | 20. prosince 1999 (20 let) | 0               | 0               | 1. FK Příbram              | Hostování       |

| Pozice | Nár.  | Hráč               | Datum narození a věk     | AC Sparta Praha | AC Sparta Praha | Nový tým                   | Pozn.     |
| Pozice | Nár.  | Hráč               | Datum narození a věk     | Z               | G               | Nový tým                   | Pozn.     |
| ------ | ----- | ------------------ | ------------------------ | --------------- | --------------- | -------------------------- | --------- |
| Z      | Česko | Jiří Kulhánek      | 5. března 1996 (24 let)  | 17              | 0               | SK Dynamo České Budějovice | Hostování |
| Z      | Česko | Filip Havelka      | 21. ledna 1998 (22 let)  | 7               | 0               | SK Dynamo České Budějovice | Hostování |
| Z      | Česko | Christián Frýdek   | 1. února 1999 (21 let)   | 2               | 0               | FC Hradec Králové          | Hostování |
| B      | Česko | Martin Janáček     | 22. září 1999 (20 let)   | 0               | 0               | FK Motorlet Praha          | Hostování |
| B      | Česko | Hugo Jan Bačkovský | 10. října 1999 (20 let)  | 0               | 0               | FC Sellier & Bellot Vlašim | Hostování |
| O      | Česko | Dominik Plechatý   | 18. května 1999 (21 let) | 5               | 0               | FK Jablonec                | Hostování |
| Z      | Česko | Jan Fortelný       | 19. ledna 1999 (21 let)  | 0               | 0               | FC Vysočina Jihlava        | Hostování |

Zimní přestupy
| Pozice | Nár.                | Hráč                 | Datum narození a věk      | AC Sparta Praha | AC Sparta Praha | Nový tým             | Pozn.     |
| Pozice | Nár.                | Hráč                 | Datum narození a věk      | Z               | G               | Nový tým             | Pozn.     |
| ------ | ------------------- | -------------------- | ------------------------- | --------------- | --------------- | -------------------- | --------- |
| Ú      | Česko               | Matěj Pulkrab        | 23. května 1997 (23 let)  | 42              | 11              | Bohemians Praha 1905 | Hostování |
| Z      | Bosna a Hercegovina | Zinedin Mustedanagić | 1. srpna 1998 (21 let)    | 9               | 0               | FK Sarajevo          | Přestup   |
| O      | Česko               | Ondřej Zahustel      | 18. června 1991 (29 let)  | 80              | 6               | 1. FC Slovácko       | Hostování |
| Ú      | Česko               | Lukáš Juliš          | 2. prosince 1994 (25 let) | 84              | 13              | SK Sigma Olomouc     | Hostování |
| Z      | Česko               | Filip Souček         | 16. září 1999 (20 let)    | 0               | 0               | SFC Opava            | Hostování |
| Z      | Česko               | Daniel Mareček       | 30. května 1998 (22 let)  | 1               | 0               | 1. FC Slovácko       | Přestup   |

| Pozice | Nár.     | Hráč              | Datum narození a věk       | AC Sparta Praha | AC Sparta Praha | Nový tým                   | Pozn.           |
| Pozice | Nár.     | Hráč              | Datum narození a věk       | Z               | G               | Nový tým                   | Pozn.           |
| ------ | -------- | ----------------- | -------------------------- | --------------- | --------------- | -------------------------- | --------------- |
| B      | Česko    | Jan Čtvrtečka     | 14. prosince 1998 (21 let) | 0               | 0               | FK Pardubice               | Hostování       |
| O      | Česko    | Václav Dudl       | 22. září 1999 (20 let)     | 11              | 0               | FK Viktoria Žižkov         | Hostování       |
| B      | Česko    | Martin Janáček    | 22. září 1999 (20 let)     | 0               | 0               | SK Dynamo České Budějovice | Přestup         |
| O      | Ukrajina | Maksym Talovierov | 28. června 2000 (20 let)   | 0               | 0               | SK Dynamo České Budějovice | Konec hostování |
| B      | Česko    | Vojtěch Vorel     | 18. června 1996 (24 let)   | 0               | 0               | FC Spartak Trnava          | Hostování       |

Jiné
| Pozice | Nár.   | Hráč          | Datum narození a věk     | AC Sparta Praha | AC Sparta Praha | Nový tým            | Pozn.              |
| Pozice | Nár.   | Hráč          | Datum narození a věk     | Z               | G               | Nový tým            | Pozn.              |
| ------ | ------ | ------------- | ------------------------ | --------------- | --------------- | ------------------- | ------------------ |
| Z      | Česko  | Lukáš Vácha   | 13. května 1989 (31 let) | 136             | 8               | AC Sparta Praha „B“ | Přeřazení          |
| Ú      | Česko  | Václav Kadlec | 20. května 1992 (28 let) | 207             | 60              | —                   | Konec kariéry      |
| Z      | Česko  | Martin Hašek  | 3. října 1995 (24 let)   | 35              | 7               | bez angažmá         | Hráč podal výpověď |
| Ú      | Izrael | Tal Ben Chaim | 5. srpna 1989 (30 let)   | 24              | 0               | Maccabi Tel Aviv FC | Rozvázání smlouvy  |

## Liga

### Přehled
| 0        | 1  | 2 | 3 | 4 | 5 | 6 | 7 | 8 | 9 | 10 | 11 | 12 | 13 | 14 | 15 | 16 | 17 | 18 | 19 | 20 | 21 | 22 | 23 | 24 | 25 | 26 | 27 | 28 | 29 | 30 | 1 | 2 | 3 | 4 | 5 |
| -------- | -- | - | - | - | - | - | - | - | - | -- | -- | -- | -- | -- | -- | -- | -- | -- | -- | -- | -- | -- | -- | -- | -- | -- | -- | -- | -- | -- | - | - | - | - | - |
| Výsledek | P  | V | R | V | P | V | P | R | V | P  | P  | V  | R  | V  | V  | R  | R  | V  | V  | R  | P  | P  | R  | R  | P  | V  | V  | V  | V  | V  | V | V | P | V | R |
| Pozice   | 15 | 8 | 7 | 4 | 7 | 5 | 7 | 7 | 6 | 7  | 9  | 7  | 7  | 7  | 6  | 5  | 5  | 4  | 3  | 4  | 5  | 6  | 7  | 9  | 9  | 6  | 5  | 5  | 4  | 3  | 3 | 3 | 3 | 3 | 3 |

### Základní část
| 1 14. července 2019 | AC Sparta Praha   | 0:2       | 1. FC Slovácko | Letná, Praha                         |  |
| 19:00 | Srđan Plavšić 80' | sparta.cz | 19' Jan Kalabiška 30' Vlastimil Daníček 33' Pavel Dvořák 47' Vlastimil Daníček 73' Jan Kalabiška 75' Jan Navrátil | Diváci: 14 155 Rozhodčí: Jiří Houdek |  |
| Poznámky: AC Sparta Praha: Niță – Mat. Hanousek, Kaya, Štetina, Zahustel (46. Plavšić) – Sáček – Hložek, Trávník (78. Graiciar), Kanga, Karlsson (37. Tetteh) – Kozák (C). Trenér Jílek 1. FC Slovácko: Trmal – Reinberk, Šimko, Hofmann, Juroška – Daníček (C) – Kalabiška, Havlík, Navrátil (75. Vasiljev), Petržela (66. Sadílek) – Dvořák (90. J. Krejčí). Trenér Svědík |                   |           | |                                      |  |

| 2 20. července 2019 | AC Sparta Praha                                      | 2:0       | FK Jablonec          | Letná, Praha                              |  |
| 19:30 | Adam Hložek 62' Benjamin Tetteh 76' Guélor Kanga 83' | sparta.cz | 72' Miloš Kratochvíl | Diváci: 10 867 Rozhodčí: Miroslav Zelinka |  |
| Poznámky: ACS Hráč utkání: Guélor Kanga AC Sparta Praha: Niță – Mat. Hanousek (82. Kaya), Štetina, Radaković, Sáček – L. Krejčí – Plavšić, Hašek, Kanga, Hložek (76. Trávník) – Kozák (C) (63. Tetteh). Trenér Jílek FK Jablonec: V. Hrubý – Sýkora, Břečka, Váňa, Holík – Považanec (65. Pleštil), Hübschman (C) – Jovović (74. Acosta), Matoušek, Kratochvíl – Doležal. Trenér Rada |                                                      |           |                      |                                           |  |

| 3 29. července 2019 | SK Dynamo České Budějovice | 2:2       | AC Sparta Praha                                                              | Střelecký ostrov, České Budějovice   |  |
| 18:00 | Ivan Schranz 4' Patrik Čavoš 27' Jiří Kladrubský 45'+8' (pen.) David Ledecký 83' Patrik Brandner 84' Jiří Kladrubský 87' Lukáš Provod 90'+3' | sparta.cz | 42' Srđan Plavšić 45'+7' Matěj Hanousek 49' Guélor Kanga 82' Benjamin Tetteh | Diváci: 6 681 Rozhodčí: Karel Hrubeš |  |
| Poznámky: AC Sparta Praha: Niță – Mat. Hanousek, Costa (C), Štetina, Sáček (70. Trávník) – L. Krejčí – Plavšić, Kanga, Hašek (46. Tetteh), Hložek – Kozák. Trenér Jílek SK Dynamo České Budějovice: Staněk – Kladrubský (C), Novák, L. Havel, Čolić – Javorek, Čavoš – Mršić (90. Martan), Provod, Schranz (80. Brandner) – Ledecký (86. Táborský). Trenér Horejš | |           |                                                                              |                                      |  |

| 4 4. srpna 2019 | AC Sparta Praha                                           | 3:0       | 1. FK Příbram                                                                                | Letná, Praha                             |  |
| 19:00 | Costa 28' Guélor Kanga 39' (pen.) Guélor Kanga 80' (pen.) | sparta.cz | 1' Jaroslav Tregler 32' Mihailo Cmiljanović 38' David Šimek 42' Martin Zeman 84' Radek Voltr | Diváci: 11 007 Rozhodčí: Ondřej Pechanec |  |
| Poznámky: ACS Hráč utkání: Guélor Kanga Sestava: Niță – Mat. Hanousek, Costa (C), Štetina, Sáček – L. Krejčí – Plavšić, Kanga, Trávník (75. Hašek), Hložek (86. Graiciar) – Kozák (68. Tetteh). Trenér Jílek 1. FK Příbram: Boháč – Cmiljanović, Šimek, Kodr, Tregler – Zeman (78. Antwi), Soldát, Rezek (C), Polidar – Alvir (68. Škoda), Hájek (62. Voltr). Trenér Nádvorník |                                                           |           |                                                                                              |                                          |  |

| 5 11. srpna 2019 | FK Mladá Boleslav                                                                                            | 4:3       | AC Sparta Praha                                                       | Městský stadion, Mladá Boleslav      |  |
| 19:00 | Muris Mešanović 17' (pen.) Muris Mešanović 38' Muris Mešanović 56' Muris Mešanović 76' Lukáš Budínský 90'+3' | sparta.cz | 29' Dávid Hancko 67' Martin Hašek 74' Benjamin Tetteh 87' Libor Kozák | Diváci: 5 000 Rozhodčí: Pavel Franěk |  |
| Poznámky: AC Sparta Praha: Niță – Hancko, Costa (C), Štetina, Sáček – Plavšić, Kanga (62. Tetteh), L. Krejčí, Trávník, Karlsson (46. Hašek) – Kozák. Trenér Jílek FK Mladá Boleslav: Šeda – Marco Túlio, Pudil, Takács, Křapka – Bucha, Matějovský (C) (90.+2. Budínský), Hubínek, Fulnek (83. Ladra) – Wágner (63. Ja. Klíma), Mešanović. Trenér Weber | |           |                                                                       |                                      |  |

| 6 18. srpna 2019 | AC Sparta Praha                                   | 2:0       | FC Baník Ostrava                                                                  | Letná, Praha                           |  |
| 15:00 | Martin Hašek 10' Libor Kozák 28' Martin Hašek 39' | sparta.cz | 14' Václav Procházka 28' Tomáš Smola 34' Martin Fillo 63' Dyjan Carlos de Azevedo | Diváci: 14 123 Rozhodčí: Ondřej Ginzel |  |
| Poznámky: ACS Hráč utkání: Martin Hašek Sestava: Niță – Mat. Hanousek, Hancko, Radaković, Sáček – Hašek, Mandjeck (77. L. Krejčí) – Plavšić (88. Graiciar), Trávník, Hložek – Kozák (C) (72. Tetteh). Trenér Jílek FC Baník Ostrava: Budinský – Fleišman (C), V. Procházka, Šindelář, Fillo – Azevedo, R. Hrubý (66. Jirásek), Jánoš, Reiter (73. Baroš) – Smola (59. Diop), Kuzmanović. Trenér Páník |                                                   |           |                                                                                   |                                        |  |

| 7 25. srpna 2019 | FC Slovan Liberec | 3:1       | AC Sparta Praha                                                                                  | Stadion U Nisy, Liberec               |  |
| 19:00 | Taras Kačaraba 30' Jan Mikula 45' Tomáš Malinský 45'+2' Tomáš Malinský 48' Akhmed Alibekov 50' Roman Potočný 58' (pen.) Tomáš Malinský 80' | sparta.cz | 8' Uroš Radaković 45'+2' Dávid Hancko 63' Adam Hložek 90'+2' Ladislav Krejčí 90'+7' Martin Hašek | Diváci: 8 765 Rozhodčí: Pavel Julínek |  |
| Poznámky: AC Sparta Praha: Niță – Mat. Hanousek, Hancko, Radaković, Sáček (C) – Plavšić (59. Kozák), Trávník (77. Karlsson), L. Krejčí, Hašek, Hložek – Tetteh. Trenér Jílek FC Slovan Liberec: Nguyen – Hybš, Kačaraba, Mikula, Fukala – Alibekov, Breite (C) – Potočný, Pešek (78. Koscelník), Malinský (86. Djordić) – Kuchta (75. Musa). Trenér Hoftych | |           |                                                                                                  |                                       |  |

| 8 1. září 2019 | AC Sparta Praha                                                                                          | 3:3       | SK Sigma Olomouc                                                                      | Letná, Praha                          |  |
| 19:00 | Libor Kozák 20' Adam Hložek 52' Guélor Kanga 57' Guélor Kanga 78' Libor Kozák 84' Benjamin Tetteh 90'+2' | sparta.cz | 16' David Houska 28' Martin Hála 36' Jakub Plšek 74' Jakub Plšek 90'+3' Michal Reichl | Diváci: 9 407 Rozhodčí: Zbyněk Proske |  |
| Poznámky: AC Sparta Praha: Niță – Mat. Hanousek (46. L. Krejčí), Hancko, Štetina, Sáček – Plavšić (90.+1. Graiciar), Kanga, Mandjeck, Hašek, Hložek (81. Tetteh) – Kozák (C). Trenér Jílek SK Sigma Olomouc: Reichl – Vepřek, Jemelka, Beneš (C), Hála – Greššák (63. Zmrzlý) – Falta (85. Štěrba), Plšek, Houska, Pilař – Nešpor (76. Zahradníček). Trenér Látal | |           |                                                                                       |                                       |  |

| 9 15. září 2019 | FC Fastav Zlín                                               | 0:2       | AC Sparta Praha                            | Letná, Zlín                         |  |
| 15:00 | Andro Giorgadze 62' Zdeněk Folprecht 73' Adnan Džafić 90'+5' | sparta.cz | 5' Benjamin Tetteh 19' (pen.) Guélor Kanga | Diváci: 5 650 Rozhodčí: Jiří Houdek |  |
| Poznámky: AC Sparta Praha: Heča – Frýdek (C), Lischka (72. Hancko), Kaya, Sáček – L. Krejčí (78. Trávník), Mandjeck – Plavšić, Kanga, Hložek – Tetteh (63. Kozák). Trenér Jílek FC Fastav Zlín: S. Dostál – Azackyj, Buchta, Giorgadze (69. Bartošák) – Fantiš (84. Železník), Mašek, Jiráček (C), Folprecht, Čanturišvili – Wágner (74. Džafić), Poznar. Trenér Csaplár |                                                              |           |                                            |                                     |  |

| 10 22. září 2019 | AC Sparta Praha                      | 0:3       | SK Slavia Praha | Letná, Praha                              |  |
| 18:00 | Guélor Kanga 43' Benjamin Tetteh 82' | sparta.cz | 19' (pen.) Tomáš Souček 31' Josef Hušbauer 40' Lukáš Masopust 43' Jan Bořil 55' (vl.) Michal Sáček 66' Josef Hušbauer 68' David Hovorka 89' Milan Škoda 90' Lukáš Masopust | Diváci: 17 292 Rozhodčí: Miroslav Zelinka |  |
| Poznámky: 294. derby AC Sparta Praha: Heča – Mat. Hanousek (55. Plavšić), Lischka, Kaya, Sáček – Frýdek (C), Mandjeck – Hašek (78. Trávník), Kanga, Hložek (70. Kozák) – Tetteh. Trenér Jílek SK Slavia Praha: Kolář – Bořil, Hovorka, Kúdela, Coufal – T. Souček (C) – Olayinka (90.+2. Hora), Hušbauer, Stanciu (70. Zelený), Masopust – Tecl (75. Škoda). Trenér Trpišovský |                                      |           | |                                           |  |

| 11 29. září 2019 | FC Viktoria Plzeň                                     | 1:0       | AC Sparta Praha                                             | Doosan Arena, Plzeň                      |  |
| 18:00 | Michael Krmenčík 46' Jakub Brabec 82' Tomáš Chorý 86' | sparta.cz | 85' Michal Trávník 89' Srđan Plavšić 90'+3' Martin Graiciar | Diváci: 11 536 Rozhodčí: Ondřej Pechanec |  |
| Poznámky: AC Sparta Praha: Heča – Frýdek (C), Lischka, Kaya, Sáček – Plavšić, Trávník, Kanga, Hašek (77. Juliš), Hložek (69. Graiciar) – Kozák. Trenér Jílek FC Viktoria Plzeň: Hruška – Limberský, Brabec (C), Hejda, Řezník – R. Procházka (90.+4. Pernica), Kalvach – Kovařík, Hořava (90. Beauguel), Kopic – Krmenčík (83. Chorý). Trenér Vrba |                                                       |           |                                                             |                                          |  |

| 12 5. října 2019 | AC Sparta Praha | 4:0       | MFK Karviná                                                             | Letná, Praha                         |  |
| 19:00 | Libor Kozák 14' Dávid Hancko 31' Guélor Kanga 45'+2' Michal Sáček 48' Libor Kozák 51' Libor Kozák 59' Guélor Kanga 85' Martin Hašek 90' | sparta.cz | 12' Milan Rundić 44' Michal Petráň 58' Marek Hanousek 61' Michal Petráň | Diváci: 7 181 Rozhodčí: Pavel Franěk |  |
| Poznámky: AC Sparta Praha: Heča – Frýdek (C), Lischka, Hancko, Sáček – Hašek, Trávník – Hložek (80. Vindheim), Kanga, Graiciar (74. Plavšić) – Kozák (69. Tetteh). Trenér Jílek MFK Karviná: Hrdlička – Čonka, Rundić (C), Kouřil, Ndefe (46. Putyera) – Ba Loua, Mar. Hanousek, Smrž, Lingr (88. Moravec) – Petráň, Petkov (80. Bukata). Trenér Straka | |           |                                                                         |                                      |  |

| 13 20. října 2019 | FK Teplice                                                                            | 1:1       | AC Sparta Praha                                     | Stadion Na Stínadlech, Teplice        |  |
| 18:00 | Pavel Čmovš 30' Tomáš Vondrášek 50' Petr Kodeš 57' Jakub Mareš 73' Jakub Řezníček 90' | sparta.cz | 34' Srđan Plavšić 52' Michal Trávník 68' Semih Kaya | Diváci: 12 362 Rozhodčí: Jan Machálek |  |
| Poznámky: AC Sparta Praha: Heča – Frýdek (C), Lischka, Kaya, Sáček – Plavšić (78. Mat. Hanousek), Kanga, Trávník, Hašek, Hložek – Kozák (62. Tetteh). Trenér Jílek FK Teplice: Grigar – Paradin (74. Žitný), Čmovš, Shejbal, Vondrášek – Kodeš (80. Vyhnal), Moulis (90.+3. Royo), Kučera, Hyčka – Jak. Řezníček, Mareš (C). Trenér Hejkal |                                                                                       |           |                                                     |                                       |  |

| 14 26. října 2019 | AC Sparta Praha                                                                    | 4:0       | Bohemians Praha 1905   | Letná, Praha                           |  |
| 17:00 | Libor Kozák 4' Guélor Kanga 31' Martin Hašek 53' Michal Trávník 54' Semih Kaya 71' | sparta.cz | 45'+1' Josef Jindřišek | Diváci: 12 157 Rozhodčí: Zbyněk Proske |  |
| Poznámky: AC Sparta Praha: Heča – Frýdek (C), Lischka, Kaya, Sáček (80. Juliš) – Hašek, Trávník – Hložek, Kanga, Karlsson (62. Vindheim) – Kozák (72. Tetteh). Trenér Jílek Bohemians Praha 1905: Le Giang – Pokorný, Krch, Hůlka – Podaný (62. Ugwu), Vaníček, Jindřišek (C), Bartek – Vodháněl (78. Záviška), Keita (69. Nečas), M. Havel. Trenér Klusáček |                                                                                    |           |                        |                                        |  |

| 15 3. listopadu 2019 | SFC Opava                          | 0:1       | AC Sparta Praha                                      | Městský stadion, Opava                   |  |
| 18:00 | Jan Žídek 71' Václav Juřena 90'+4' | sparta.cz | 10' Andreas Vindheim 60' Semih Kaya 66' Guélor Kanga | Diváci: 4 566 Rozhodčí: Miroslav Zelinka |  |
| Poznámky: AC Sparta Praha: Heča – Frýdek (C), Lischka, Kaya, Sáček – Hložek, Trávník, Kanga (66. L. Krejčí), Hašek (90.+2. Mandjeck), Vindheim (87. Mat. Hanousek) – Kozák. Trenér Jílek SFC Opava: Fendrich – Žídek (C), Svozil, Simerský, Hrabina – Stáňa (66. Mondek), F. Souček (55. Šulc), Zavadil, Sus (78. Jursa) – Dedič, Juřena. Trenér Grussmann |                                    |           |                                                      |                                          |  |

| Poř. | Tým               | Z  | V | R | P | VG | OG | B  |
| ---- | ----------------- | -- | - | - | - | -- | -- | -- |
| 4.   | FK Mladá Boleslav | 15 | 8 | 2 | 5 | 30 | 21 | 26 |
| 5.   | 1. FC Slovácko    | 15 | 7 | 4 | 4 | 20 | 19 | 25 |
| 6.   | AC Sparta Praha   | 15 | 7 | 3 | 5 | 28 | 19 | 24 |
| 7.   | FC Baník Ostrava  | 15 | 7 | 1 | 7 | 24 | 22 | 22 |
| 8.   | FC Slovan Liberec | 15 | 6 | 3 | 6 | 24 | 22 | 21 |

|  | Postup do nadstavbové skupiny o titul  |
|  | Postup do nadstavbové skupiny o Evropu |

| 16 9. listopadu 2019 | FK Jablonec | 2:2       | AC Sparta Praha | Stadion Střelnice, Jablonec nad Nisou  |  |
| 17:00 | Vladimir Jovović 45' Jakub Považanec 45'+2' Jan Matoušek 47' Jan Krob 56' Miloš Kratochvíl 59' Jan Chramosta 74' | sparta.cz | 4' Libor Kozák 19' Martin Frýdek 38' Andreas Vindheim 62' Libor Kozák 64' Martin Frýdek 75' Ladislav Krejčí 89' Matěj Hanousek | Diváci: 4 103 Rozhodčí: Pavel Královec |  |
| Poznámky: AC Sparta Praha: Heča – Frýdek (C), Lischka, Kaya, Sáček – Hložek, L. Krejčí, Trávník, Hašek (82. Mandjeck), Vindheim (68. Mat. Hanousek) – Kozák (88. Tetteh). Trenér Jílek FK Jablonec: V. Hrubý – Krob, Břečka, Jugas, Holík – Považanec – Sýkora, Pilík (46. Chramosta), Kratochvíl, Jovović (46. Matoušek, 82. Kubista) – Doležal. Trenér Rada | |           | |                                        |  |

| 17 22. listopadu 2019 | AC Sparta Praha | 3:3       | SK Dynamo České Budějovice | Letná, Praha                           |  |
| 18:00 | Guélor Kanga 35' (pen.) Georges Mandjeck 40' Srđan Plavšić 59' Michal Trávník 67' David Lischka 72' Benjamin Tetteh 80' | sparta.cz | 7' Ivan Schranz 34' Pavel Novák 42' Benjamin Čolić 45'+1' Patrik Brandner 53' Matej Mršić 76' Ubong Ekpai 77' David Ledecký 82' Ivan Schranz 90'+5' Jaroslav Drobný | Diváci: 10 057 Rozhodčí: Emanuel Marek |  |
| Poznámky: AC Sparta Praha: Heča – Frýdek (C), Lischka, Kaya, Sáček – Hložek, Mandjeck (61. Tetteh), Kanga (90. L. Krejčí), Trávník, Vindheim (57. Plavšić) – Kozák. Trenér Jílek SK Dynamo České Budějovice: Drobný – Novák, Sivok (C), L. Havel, Čolić – Mršić (71. Ekpai), Javorek, Schranz, Čavoš, Brandner (85. Táborský) – Ledecký (90. Kladrubský). Trenér Horejš | |           | |                                        |  |

| 18 30. listopadu 2019 | 1. FK Příbram                                                            | 0:1       | AC Sparta Praha                                                       | Na Litavce, Příbram                     |  |
| 17:00 | Marko Alvir 16' Jan Rezek 20' Soufiane Dramé 79' Jaroslav Tregler 90'+4' | sparta.cz | 24' Ladislav Krejčí 30' Martin Hašek 67' Milan Heča 82' Martin Frýdek | Diváci: 4 865 Rozhodčí: Ondřej Pechanec |  |
| Poznámky: AC Sparta Praha: Heča – Mat. Hanousek, Lischka, Mandjeck, Sáček – Hašek, L. Krejčí – Frýdek (C) (90. Kozák), Kanga (69. Plavšić), Hložek – Tetteh (80. Juliš). Trenér Jílek 1. FK Příbram: Kočí – Tregler, Šimek, Kodr, Nový – Dramé (82. Kříž) – Zeman, Voltr (69. Stuparević), Rezek (C), Alvir – Slepička (65. Květ). Trenér Nádvorník |                                                                          |           |                                                                       |                                         |  |

| 19 8. prosince 2019 | AC Sparta Praha | 5:2       | FK Mladá Boleslav | Letná, Praha                         |  |
| 17:00 | Michal Sáček 2' Martin Hašek 8' Ladislav Krejčí 51' Guélor Kanga 54' Benjamin Tetteh 71' Adam Hložek 76' Michal Hubínek 80' (vl.) | sparta.cz | 26' Lukáš Budínský 35' Daniel Pudil 53' Pavel Bucha 68' Nikolaj Komličenko 74' Marek Matějovský 78' Tomáš Ladra 82' Alexei Tataev 84' Nikolaj Komličenko | Diváci: 9 573 Rozhodčí: Pavel Rejžek |  |
| Poznámky: AC Sparta Praha: Heča – Frýdek (C), Lischka, Mandjeck, Sáček – L. Krejčí, Hašek (61. Trávník) – Plavšić (87. Vindheim), Kanga, Hložek – Tetteh (73. Kozák). Trenér Jílek FK Mladá Boleslav: Stejskal – Marco Túlio, Pudil, Tataev, Ja. Klíma – Hubínek, Budínský – Bucha (66. Ji. Klíma), Matějovský (C) (87. Křapka), Fulnek (66. Ladra) – Komličenko. Trenér Weber | |           | |                                      |  |

| 20 14. prosince 2019 | FC Baník Ostrava                                             | 0:0       | AC Sparta Praha                                     | Městský stadion v Ostravě-Vítkovicích, Ostrava |  |
| 17:00 | Milan Jirásek 53' Jiří Fleišman 61' Patrizio Stronati 90'+2' | sparta.cz | 58' Martin Frýdek 65' Michal Sáček 77' Guélor Kanga | Diváci: 13 535 Rozhodčí: Miroslav Zelinka      |  |
| Poznámky: AC Sparta Praha: Heča – Mat. Hanousek, Mandjeck, Lischka, Sáček – Kanga (90. Juliš), Frýdek (C) – Plavšić (61. Vindheim), Trávník, Hložek – Tetteh (72. Kozák). Trenér Jílek FC Baník Ostrava: Laštůvka – Fleišman (C), Stronati, V. Procházka, Pokorný, Fillo – Kuzmanović (76. Azevedo), R. Hrubý, Jirásek, Reiter (79. Baroš) – Diop. Trenér Páník |                                                              |           |                                                     |                                                |  |

| 21 15. února 2020 | AC Sparta Praha      | 0:2       | FC Slovan Liberec | Letná, Praha                             |  |
| 17:00 | Martin Frýdek 45'+2' | sparta.cz | 33' Kamso Mara 38' Jakub Hromada 58' Jan Kuchta 77' Tomáš Malinský 77' Tomáš Malinský 84' Ondřej Karafiát 90'+2' Filip Nguyen 90'+3' Imad Rondić 90'+4' Tomáš Malinský | Diváci: 12 236 Rozhodčí: Ondřej Pechanec |  |
| Poznámky: AC Sparta Praha: Heča – Frýdek, Lischka, Hancko, Vindheim – Hložek, Kanga (62. Plavšić), L. Krejčí (78. Kozák), Trávník, Dočkal (C) (72. Sáček) – Tetteh. Trenér Jílek FC Slovan Liberec: Nguyen – Hybš, Karafiát, Chaluš, Mikula (C) – Mara, Hromada (56. Alibekov) – Pešek, Băluță (90. Fukala), Malinský – Kuchta (64. Rondić). Trenér Hoftych |                      |           | |                                          |  |

| 22 23. února 2020 | SK Sigma Olomouc                                                                             | 1:0       | AC Sparta Praha                       | Andrův stadion, Olomouc                |  |
| 17:00 | Mojmír Chytil 27' Jakub Yunis 78' Lukáš Greššák 87' David Houska 90'+4' Martin Sladký 90'+4' | sparta.cz | 76' Andreas Vindheim 83' Dávid Hancko | Diváci: 7 456 Rozhodčí: Pavel Královec |  |
| Poznámky: AC Sparta Praha: Heča – Mat. Hanousek, Hancko, Mandjeck, Vindheim – Plavšić (77. Tetteh), Dočkal (C) (77. Graiciar), Kanga, Sáček, Karlsson (88. Karabec) – Hložek. Trenér Kotal SK Sigma Olomouc: Mandous – Vepřek, Jemelka, Štěrba, Sladký – Falta (63. Pilař), Houska (C), Breite, Greššák, Hála (86. Zahradníček) – Chytil (74. Yunis). Trenér Látal |                                                                                              |           |                                       |                                        |  |

| 23 29. února 2020 | AC Sparta Praha                                                                  | 2:2       | FC Fastav Zlín                                                                                  | Letná, Praha                       |  |
| 17:00 | Georges Mandjeck 28' Lukáš Štetina 52' David Moberg Karlsson 53' Libor Kozák 88' | sparta.cz | 41' Lukáš Bartošák 67' Tomáš Poznar 79' Róbert Matejov 90' Róbert Matejov 90'+4' Jakub Janetzký | Diváci: 9 007 Rozhodčí: Pavel Orel |  |
| Poznámky: AC Sparta Praha: Heča – Mat. Hanousek (31. Štetina), Hancko, Mandjeck, Vindheim – Kanga, Sáček – Frýdek (C), Hložek, Karlsson (75. Graiciar) – Tetteh (84. Kozák). Trenér Kotal FC Fastav Zlín: Rakovan – Cedidla, Buchta, Simerský – Bartošák (68. Matejov), Hlinka, Fantiš, Čanturišvili – Jiráček (C), Poznar (81. Džafić), Jawo (90.+3. Janetzký). Trenér Kameník |                                                                                  |           |                                                                                                 |                                    |  |

| 24 8. března 2020 | SK Slavia Praha                                                                            | 1:1       | AC Sparta Praha                                                            | Eden, Praha                           |  |
| 17:00 | Ibrahim Traoré 13' Peter Olayinka 32' Petar Musa 90'+3' Petar Musa 90'+4' Jan Bořil 90'+5' | sparta.cz | 11' Ladislav Krejčí 30' Lukáš Štetina 68' Bořek Dočkal 80' Benjamin Tetteh | Diváci: 19 370 Rozhodčí: Pavel Franěk |  |
| Poznámky: 295. derby AC Sparta Praha: Heča – Frýdek, Hancko, Štetina, Vindheim – L. Krejčí (53. Mandjeck), Sáček – Hložek, Dočkal (C), Plavšić (76. Mat. Hanousek) – Tetteh (86. Kozák). Trenér Kotal SK Slavia Praha: Kolář – Bořil (C), Kúdela, Takács, Coufal – Ševčík, Traoré – Olayinka, Stanciu (82. Júsuf), Masopust (82. Hellebrand) – Tecl (71. Musa). Trenér Trpišovský |                                                                                            |           |                                                                            |                                       |  |

| 25 27. května 2020 | AC Sparta Praha                                                                                                   | 1:2       | FC Viktoria Plzeň                                                                                | Letná, Praha                     |  |
| 20:00 | Costa 81' Martin Frýdek 83' David Moberg Karlsson 87' Lukáš Štetina 90'+1' Libor Kozák 90'+7' Guélor Kanga 90'+7' | sparta.cz | 22' Lukáš Kalvach 26' Lukáš Kalvach 38' David Limberský 49' Radim Řezník 82' Jean-David Beauguel | Diváci: 0 Rozhodčí: Ondřej Berka |  |
| Poznámky: AC Sparta Praha: Heča – Hancko, Costa, Štetina, Vindheim – Sáček (64. Karlsson), L. Krejčí – Hložek (81. Frýdek), Kanga, Dočkal (C) (81. Kozák) – Tetteh. Trenér Kotal FC Viktoria Plzeň: Hruška – Limberský, Brabec (C), Hejda, Řezník – Čermák, Kalvach, Bucha – Kovařík (90.+1. Mihálik), Beauguel (72. Chorý), Kayamba (77. Kopic). Trenér Guľa | |           |                                                                                                  |                                  |  |

| 26 31. května 2020 | MFK Karviná                                                        | 1:4       | AC Sparta Praha | Městský stadion, Karviná              |  |
| 18:00 | Gigli Ndefe 23' Ondřej Lingr 33' Ondřej Lingr 44' Milan Rundić 84' | sparta.cz | 21' Ladislav Krejčí 44' Lukáš Štetina 49' David Moberg Karlsson 56' Adam Hložek 64' Bořek Dočkal 90'+3' Adam Karabec | Diváci: 25 Rozhodčí: Miroslav Zelinka |  |
| Poznámky: AC Sparta Praha: Heča – Frýdek, Hancko, Štetina, Sáček – L. Krejčí – Hložek (90.+1. Vindheim), Dočkal (C) (82. Trávník), Kanga (90.+1. Karabec), Karlsson (82. Mat. Hanousek) – Tetteh (76. Drchal). Trenér Kotal MFK Karviná: Bolek – Rundić, Šindelář, Santos, Ndefe (61. Ba Loua) – Qose, Smrž (79. Zhelizko), Janečka (C) (65. Mar. Hanousek) – Taiwo (79. Vukadinović), Lingr (79. Guba), Moravec. Trenér Jarábek |                                                                    |           | |                                       |  |

| 27 3. června 2020 | AC Sparta Praha                                                             | 3:0       | FK Teplice                       | Letná, Praha                     |  |
| 20:00 | Libor Kozák 21' Guélor Kanga 25' (pen.) Libor Kozák 41' Ladislav Krejčí 61' | sparta.cz | 40' Tomáš Kučera 47' Pavel Čmovš | Diváci: 120 Rozhodčí: Petr Hocek |  |
| Poznámky: AC Sparta Praha: Heča – Frýdek, Costa, Hancko, Sáček – L. Krejčí (63. Trávník) – Karlsson (46. Mat. Hanousek), Dočkal (C) (71. Karabec), Kanga, Hložek (46. Vindheim) – Kozák (78. Tetteh). Trenér Kotal FK Teplice: Grigar – Hýbl (83. Paradin), Čmovš, Mareček, Vondrášek – Trubač (65. Moulis), Nazarov, Kučera, Žitný (77. Radosta) – Jak. Řezníček, Mareš (C) (64. Černý). Trenér Hejkal |                                                                             |           |                                  |                                  |  |

| 28 6. června 2020 | Bohemians Praha 1905                                                                          | 0:1       | AC Sparta Praha                                        | Ďolíček, Praha                      |  |
| 18:00 | Jhon Mosquera 17' Petr Hronek 28' Pavel Osmančík 52' Vladislav Ljovin 78' Antonín Vaníček 87' | sparta.cz | 35' Lukáš Štetina 58' Bořek Dočkal 84' Benjamin Tetteh | Diváci: 125 Rozhodčí: Zbyněk Proske |  |
| Poznámky: AC Sparta Praha: Heča – Frýdek, Štetina, Hancko, Sáček (75. Vindheim) – Trávník (90. Karabec) – Karlsson (78. Mat. Hanousek), Dočkal (C) (90. Mandjeck), Kanga, Hložek – Kozák (46. Tetteh). Trenér Kotal Bohemians Praha 1905: Valeš – Bartek, Bederka, Köstl, M. Dostál – Ljovin (90. Keita), Jindřišek (C) – Hůlka, Hronek (70. Vaníček), Květ (56. Vodháněl) – Mosquera (46. Osmančík). Trenér Klusáček |                                                                                               |           |                                                        |                                     |  |

| 29 10. června 2020 | AC Sparta Praha                                                                         | 2:0       | SFC Opava     | Letná, Praha                        |  |
| 18:00 | Libor Kozák 11' Michal Trávník 26' Dávid Hancko 40' Martin Frýdek 71' Lukáš Štetina 85' | sparta.cz | 44' Jan Žídek | Diváci: 300 Rozhodčí: Emanuel Marek |  |
| Poznámky: AC Sparta Praha: Niță – Mat. Hanousek, Hancko, Štetina, Vindheim – Karlsson (65. Frýdek), Karabec (76. Mandjeck), Kanga (76. Dočkal), Trávník (46. Sáček), Hložek – Kozák (C) (65. Tetteh). Trenér Kotal SFC Opava: Fendrich – Helešic, Žídek (C), Hnaníček, Hrabina – Jursa (78. Železník), Schaffartzik – Djordjić (83. Ščudla), Jan Řezníček, Mondek (75. Sus) – Juřena (83. Texl). Trenér Balcárek |                                                                                         |           |               |                                     |  |

| 30 14. června 2020 | 1. FC Slovácko    | 0:2       | AC Sparta Praha                                        | MFS Miroslava Valenty, Uherské Hradiště |  |
| 17:00 | Josef Divíšek 61' | sparta.cz | 26' Michal Sáček 65' Andreas Vindheim 79' Guélor Kanga | Diváci: 300 Rozhodčí: Pavel Franěk      |  |
| Poznámky: AC Sparta Praha: Heča – Mat. Hanousek, Štetina, Costa, Sáček – Karabec (63. Kanga), L. Krejčí – Frýdek (46. Karlsson), Dočkal (C) (80. Trávník), Hložek (63. Vindheim) – Drchal (46. Tetteh). Trenér Kotal 1. FC Slovácko: Porcal – Divíšek (81. Reinberk), Kadlec, Daníček (C), Juroška – Havlík, Sadílek (68. Mareček) – Kalabiška, Dvořák, Navrátil (71. Kohút) – Zajíc (81. Jurečka). Trenér Svědík |                   |           |                                                        |                                         |  |

#### Tabulka po základní části
| Poř. | Tým               | Z  | V  | R | P  | VG | OG | B  |
| ---- | ----------------- | -- | -- | - | -- | -- | -- | -- |
| 1.   | SK Slavia Praha   | 30 | 22 | 6 | 2  | 58 | 10 | 72 |
| 2.   | FC Viktoria Plzeň | 30 | 20 | 6 | 4  | 60 | 22 | 66 |
| 3.   | AC Sparta Praha   | 30 | 14 | 8 | 8  | 55 | 35 | 50 |
| 4.   | FK Jablonec       | 30 | 14 | 7 | 9  | 46 | 41 | 49 |
| 5.   | FC Slovan Liberec | 30 | 14 | 5 | 11 | 50 | 38 | 47 |

|  | Postup do nadstavbové skupiny o titul |

### Nadstavba
| 1 20. června 2020 | AC Sparta Praha                                                                                      | 4:1       | FC Slovan Liberec                                                                 | Letná, Praha                           |  |
| 17:30 | Dávid Hancko 9' Michal Sáček 43' Filip Nguyen 75' (vl.) Michal Trávník 77' Filip Nguyen 90'+3' (vl.) | sparta.cz | 29' (vl.) Martin Frýdek 51' Tomáš Malinský 52' Alexandru Băluță 74' Jakub Hromada | Diváci: 1 870 Rozhodčí: Petr Ardeleánu |  |
| Poznámky: Třetí gól Sparty byl původně připsán Krejčímu, čtvrtý gól Tettehovi, později byly oba góly připsány jako vlastní góly brankáře Nguyena. AC Sparta Praha: Heča – Hanousek, Hancko, Štetina, Sáček – Karlsson (76. Hložek), Dočkal (C) (63. Trávník), Kanga (76. Karabec), Krejčí, Vindheim (26. Frýdek) – Kozák (63. Tetteh). Trenér Kotal FC Slovan Liberec: Nguyen – Mikula (C), Karafiát, Kačaraba, Koscelník – Hromada (78. Michal), Alibekov (57. Beran) – Pešek (57. Zeman), Mara, Malinský (65. Rondić) – Băluță (78. Fukala). Trenér Hoftych | |           |                                                                                   |                                        |  |

| 2 23. června 2020 | AC Sparta Praha                                                                                         | 3:2       | FC Baník Ostrava | Letná, Praha                        |  |
| 20:00 | Adam Hložek 25' Adam Hložek 26' Libor Kozák 29' Libor Kozák 33' Bořek Dočkal 62' Ladislav Krejčí 90'+6' | sparta.cz | 8' Roman Potočný 23' Rudolf Reiter 26' Jan Laštůvka 45' Adam Jánoš 50' Luboš Kozel (mimo hřiště) 51' Nemanja Kuzmanović 63' (pen.) Nemanja Kuzmanović 69' Václav Procházka 90'+1' Milan Baroš 90'+1' Patrizio Stronati 90'+7' Tomáš Smola | Diváci: 3 728 Rozhodčí: Tomáš Klíma |  |
| Poznámky: AC Sparta Praha: Heča – Frýdek (46. Hanousek), Hancko, Štetina, Sáček – Krejčí – Hložek (90. Karabec), Kanga, Dočkal (C) (90.+6. Costa), Karlsson (64. Trávník) – Kozák (64. Tetteh). Trenér Kotal FC Baník Ostrava: Laštůvka – Fleišman (C) (73. Baroš), Svozil, V. Procházka, Stronati, Jánoš – Potočný, Kuzmanović, Jirásek (63. Lalkovič), Reiter (78. Buchta) – O. Šašinka (78. Smola). Trenér Kozel | |           | |                                     |  |

| 3 28. června 2020 | FC Viktoria Plzeň                                                 | 2:1       | AC Sparta Praha                                                  | Doosan Arena, Plzeň                |  |
| 16:30 | Joel Kayamba 34' Tomáš Chorý 56' Ondřej Mihálik 65' Jan Kopic 85' | sparta.cz | 40' Václav Drchal 83' Andreas Vindheim 88' David Moberg Karlsson | Diváci: 2 925 Rozhodčí: Pavel Orel |  |
| Poznámky: AC Sparta Praha: Niță – Hanousek, Costa, Mandjeck, Vindheim – Karabec (74. Sáček), Trávník – Drchal (65. Karlsson), Dočkal (C) (46. Kanga), Hložek (46. Horák) – Tetteh (78. Patrák). Trenér Kotal FC Viktoria Plzeň: Hruška – Kovařík, Brabec (C), Hejda, Havel – Hořava, Čermák, Kalvach – Mihálik (71. Kopic), Beauguel (23. Chorý, 90.+1. Pernica), Kayamba (71. Řezník). Trenér Guľa |                                                                   |           |                                                                  |                                    |  |

| 4 5. července 2020 | AC Sparta Praha                                                 | 3:0       | FK Jablonec                             | Letná, Praha                         |  |
| 17:00 | Adam Hložek 3' Libor Kozák 48' Michal Sáček 54' Libor Kozák 62' | sparta.cz | 84' Jan Sýkora 90'+1' Kasper Hämäläinen | Diváci: 3 700 Rozhodčí: Pavel Rejžek |  |
| Poznámky: AC Sparta Praha: Niță – Hanousek, Hancko (65. Lischka), Štetina, Sáček (C) – Krejčí (55. Kanga) – Karlsson (76. Frýdek), Trávník, Karabec (76. Tetteh), Vindheim – Hložek (46. Kozák). Trenér Kotal FK Jablonec: Hanuš – Krob, Štěpánek, Jeřábek, Sýkora – Hübschman (C) (75. Pilík) – Acosta, Kratochvíl, Považanec, Matoušek (65. Hämäläinen) – Doležal (80. Chramosta). Trenér Rada |                                                                 |           |                                         |                                      |  |

| 5 8. července 2020 | SK Slavia Praha                                                                            | 0:0       | AC Sparta Praha                                                        | Doosan Arena, Plzeň                  |  |
| 18:00 | Jan Bořil 27' Nicolae Stanciu 67' (mimo hřiště) Jindřich Trpišovský 72' Lukáš Masopust 78' | sparta.cz | 27' Lukáš Štetina 29' Bořek Dočkal 46' Libor Kozák 67' Ladislav Krejčí | Diváci: 4 700 Rozhodčí: Ondřej Berka |  |
| Poznámky: 296. derby AC Sparta Praha: Heča – Hanousek, Hancko, Štetina, Sáček – Krejčí (90.+5. Costa) – Karlsson (70. Frýdek), Dočkal (C) (90. Vindheim), Kanga, Hložek – Tetteh (46. Kozák). Trenér Kotal SK Slavia Praha: Kolář – Bořil (C), Zima, Frydrych, Coufal – Ševčík (90.+1. Olayinka), Holeš (62. Traoré) – Provod, Stanciu (87. Dorley), Masopust (87. Hellebrand) – Tecl (87. Júsuf). Trenér Trpišovský |                                                                                            |           |                                                                        |                                      |  |

#### Tabulka
| Poř. | Tým               | Z  | V  | R  | P  | VG | OG | B  |
| ---- | ----------------- | -- | -- | -- | -- | -- | -- | -- |
| 1.   | SK Slavia Praha   | 35 | 26 | 7  | 2  | 69 | 12 | 85 |
| 2.   | FC Viktoria Plzeň | 35 | 23 | 7  | 5  | 68 | 24 | 76 |
| 3.   | AC Sparta Praha   | 35 | 17 | 9  | 9  | 66 | 40 | 60 |
| 4.   | FK Jablonec       | 35 | 14 | 9  | 12 | 48 | 52 | 51 |
| 5.   | FC Slovan Liberec | 35 | 15 | 6  | 14 | 55 | 51 | 51 |
| 6.   | FC Baník Ostrava  | 35 | 12 | 11 | 12 | 47 | 43 | 47 |

|  | Postup do 3. předkola Ligy mistrů UEFA 2020/21                            |
|  | Postup do 3. předkola (nemistrovská kvalifikace) Ligy mistrů UEFA 2020/21 |
|  | Postup do 3. předkola Evropské ligy UEFA 2020/21                          |
|  | Postup do 2. předkola Evropské ligy UEFA 2020/21                          |
|  | Postup do zápasu o Evropskou ligu                                         |

## Pohár
| 3. kolo 25. září 2019 | FC Vysočina Jihlava                                                                         | 1:2       | AC Sparta Praha                  | Stadion v Jiráskově ulici, Jihlava   |  |
| 17:00 | Tomáš Smejkal 15' Mohamed Tijani 45'+1' Jakub Rezek 55' Rajmund Mikuš 87' Tomáš Smejkal 88' | sparta.cz | 13' Libor Kozák 86' Martin Hašek | Diváci: 3 676 Rozhodčí: Pavel Rejžek |  |
| Poznámky: AC Sparta Praha: Niță – Frýdek (C) (49. Hanousek), Hancko, Kaya, Vindheim – Mandjeck – Plavšić, Trávník, Kanga (64. Hašek), Karlsson (76. Graiciar) – Kozák. Trenér Jílek FC Vysočina Jihlava: Veselý – Javůrek, Tijani, Pojezný, Svoboda (70. Novotný) – Lacko, Vaculík (C) (87. Vedral) – Mikuš, Smejkal, Jak. Rezek – Jawo (81. Koubek). Trenér Kučera |                                                                                             |           |                                  |                                      |  |

| Osmifinále 30. října 2019 | SK Dynamo České Budějovice                               | 0:4       | AC Sparta Praha                                                       | Střelecký ostrov, České Budějovice |  |
| 17:00 | Patrik Brandner 36' Jiří Kladrubský 38' Ivan Schranz 38' | sparta.cz | 26' Matěj Hanousek 38' Libor Kozák 51' Libor Kozák 61' Matěj Hanousek | Diváci: 6 117 Rozhodčí: Pavel Orel |  |
| Poznámky: AC Sparta Praha: Niță – Hanousek, Lischka, Kaya, Sáček – Hložek (73. Frýdek), Trávník, Kanga (67. Krejčí), Hašek, Vindheim – Kozák (C) (80. Juliš). Trenér Jílek SK Dynamo České Budějovice: Staněk – Novák (81. Helešic), Sivok (C), L. Havel, Kladrubský – Mršić, Brandner (62. Táborský), Čavoš, Javorek, Schranz (56. Ekpai) – Ledecký. Trenér Horejš |                                                          |           |                                                                       |                                    |  |

| Čtvrtfinále 4. března 2020 | AC Sparta Praha | 5:0       | FC Baník Ostrava                                                                                   | Letná, Praha                         |  |
| 18:00 | Dávid Hancko 20' Adam Hložek 35' Benjamin Tetteh 54' Martin Frýdek 61' David Moberg Karlsson 62' (pen.) Ladislav Krejčí 65' Martin Frýdek 76' Adam Hložek 81' | sparta.cz | 16' Roman Potočný 45'+1' Ondřej Šašinka 59' Rudolf Reiter 60' Ondřej Šašinka 61' Patrizio Stronati | Diváci: 9 097 Rozhodčí: Ondřej Berka |  |
| Poznámky: AC Sparta Praha: Heča – Frýdek, Hancko, Štetina, Vindheim – Krejčí, Sáček (78. Trávník) – Hložek, Dočkal (C), Karlsson (69. Plavšić) – Tetteh (79. Kozák). Trenér Kotal FC Baník Ostrava: Laštůvka – Holzer, Stronati, Pokorný, Fillo – Potočný (46. Reiter), Jirásek (66. Fleišman), Kaloč, Azevedo (74. Smola) – R. Hrubý (C) – Šašinka. Trenér Kozel | |           | |                                      |  |

| Semifinále 17. června 2020 | AC Sparta Praha                                                                                | 2:1       | FC Viktoria Plzeň                                                                  | Letná, Praha                            |  |
| 20:15 | Guélor Kanga 15' (pen.) Libor Kozák 28' Guélor Kanga 58' Lukáš Štetina 80' Ladislav Krejčí 80' | sparta.cz | 9' Pavel Bucha 14' David Limberský 80' Milan Havel 80' Tomáš Chorý 90' Milan Havel | Diváci: 1 951 Rozhodčí: Ondřej Pechanec |  |
| Poznámky: AC Sparta Praha: Heča – Frýdek (88. Karlsson), Hancko, Štetina, Sáček – Krejčí – Hložek (76. Hanousek), Dočkal (C) (62. Trávník), Kanga, Vindheim – Kozák (62. Tetteh). Trenér Kotal FC Viktoria Plzeň: Hruška – Limberský (46. Kovařík), Brabec (C), Pernica, M. Havel – Čermák (85. Hořava), Kalvach, Bucha – Kopic (72. Mihálik), Beauguel (46. Chorý), Kayamba. Trenér Guľa |                                                                                                |           |                                                                                    |                                         |  |

| FINÁLE 1. července 2020 | FC Slovan Liberec                                                                                   | 1:2       | AC Sparta Praha | Stadion U Nisy, Liberec                |  |
| 20:00 | Imad Rondić 12' Jakub Pešek 50' Milan Knobloch 72' Jan Mikula 78' Imad Rondić 89' Kamso Mara 90'+4' | sparta.cz | 8' Guélor Kanga 34' Martin Frýdek 66' David Moberg Karlsson 73' (pen.) Guélor Kanga 78' Benjamin Tetteh 85' David Moberg Karlsson 90'+4' Milan Heča | Diváci: 2 351 Rozhodčí: Pavel Královec |  |
| Poznámky: AC Sparta Praha: Heča – Frýdek, Hancko, Štetina, Sáček – Krejčí – Hložek, Dočkal (C) (90.+2. Trávník), Kanga, Karlsson (85. Hanousek) – Kozák (61. Tetteh). Trenér Kotal FC Slovan Liberec: Knobloch – Mikula (C), Karafiát, Kačaraba, Koscelník – Mara, Hromada (70. Alibekov) – Malinský, Băluță (84. Beran), Pešek (90. Zeman) – Rondić. Trenér Hoftych | |           | |                                        |  |

## Evropská liga
| 3. předkolo 1. zápas 8. srpna 2019 | AC Sparta Praha                                                                   | 2:2       | Trabzonspor | Letná, Praha                                  |  |
| 18:00 | Costa 16' Florin Niță 26' Benjamin Tetteh 55' Michal Trávník 67' Guélor Kanga 68' | sparta.cz | 32' John Obi Mikel 45'+1' Abdülkadir Ömür 48' Hüseyin Türkmen 65' José Ernesto Sosa 84' Caleb Ekuban 89' Alexander Sørloth | Diváci: 0 Rozhodčí: Jose Luis Munuera Montero |  |
| Poznámky: AC Sparta Praha: Niță – Hanousek, Costa (C), Štetina, Sáček – Plavšić (90. Hancko), Hašek, Kanga, Krejčí, Trávník (87. Karlsson) – Tetteh (80. Kozák). Trenér Jílek Trabzonspor: Çakır – Novák, Hosseini, Türkmen, Pereira – Obi Mikel (46. Sørloth), Sosa – Nwakaeme, Parmak, Ömür (76. Avdijaj) – Ekuban (90. Erdogan). Trenér Karaman |                                                                                   |           | |                                               |  |

| 3. předkolo Odveta 15. srpna 2019 | Trabzonspor                                                                                               | 2:1       | AC Sparta Praha                                                         | Şenol Güneş Stadium, Trabzon          |  |
| 19:30 | Alexander Sørloth 11' Abdülkadir Parmak 41' John Obi Mikel 81' Anthony Nwakaeme 90'+7' Filip Novák 90'+8' | sparta.cz | 13' Srđan Plavšić 30' Ladislav Krejčí 78' Adam Hložek 88' Srđan Plavšić | Diváci: 40 775 Rozhodčí: Jakob Kehlet |  |
| Poznámky: AC Sparta Praha: Niță – Hanousek, Costa (C) (61. Hancko), Radaković (67. Kozák), Sáček – Hašek (76. Mandjeck), Kanga, Krejčí – Plavšić, Tetteh, Hložek. Trenér Jílek Trabzonspor: Çakır – Novák, Hosseini, Türkmen, Pereira – Parmak (84. Erdogan), Sosa – Nwakaeme, Ekuban, Ömür (90. Sarı) – Sørloth (79. Obi Mikel). Trenér Karaman | |           |                                                                         |                                       |  |

- Celkem 3:4, postupuje  Trabzonspor →  AC Sparta Praha končí

## Statistiky

### Góly
| Gól | Hráč                  | Liga | Pohár | EL |
| --- | --------------------- | ---- | ----- | -- |
| 18  | Libor Kozák           | 14   | 4     | 0  |
| 15  | Guélor Kanga          | 12   | 2     | 1  |
| 9   | Adam Hložek           | 7    | 1     | 1  |
| 8   | Benjamin Tetteh       | 7    | 1     | 0  |
| 6   | Martin Hašek          | 5    | 1     | 0  |
| 6   | David Moberg Karlsson | 4    | 2     | 0  |
| 3   | Martin Frýdek         | 2    | 1     | 0  |
| 3   | Dávid Hancko          | 2    | 1     | 0  |
| 2   | Semih Kaya            | 2    | 0     | 0  |
| 2   | Michal Sáček          | 2    | 0     | 0  |
| 2   | Andreas Vindheim      | 2    | 0     | 0  |
| 2   | Costa                 | 1    | 0     | 1  |
| 2   | Matěj Hanousek        | 0    | 2     | 0  |
| 1   | Bořek Dočkal          | 1    | 0     | 0  |
| 1   | Adam Karabec          | 1    | 0     | 0  |
| 1   | Srđan Plavšić         | 1    | 0     | 0  |

### Asistence
| A | Hráč                  | Liga | Pohár | EL |
| - | --------------------- | ---- | ----- | -- |
| 9 | Adam Hložek           | 8    | 1     | 0  |
| 9 | Guélor Kanga          | 5    | 2     | 2  |
| 8 | Martin Frýdek         | 6    | 2     | 0  |
| 6 | David Moberg Karlsson | 5    | 1     | 0  |
| 6 | Bořek Dočkal          | 3    | 3     | 0  |
| 5 | Srđan Plavšić         | 4    | 0     | 1  |
| 4 | Martin Hašek          | 4    | 0     | 0  |
| 4 | Matěj Hanousek        | 2    | 2     | 0  |
| 3 | Michal Sáček          | 3    | 0     | 0  |
| 3 | Andreas Vindheim      | 2    | 1     | 0  |
| 2 | Benjamin Tetteh       | 2    | 0     | 0  |
| 2 | Michal Trávník        | 2    | 0     | 0  |
| 1 | Dávid Hancko          | 1    | 0     | 0  |
| 1 | Adam Karabec          | 1    | 0     | 0  |
| 1 | Ladislav Krejčí       | 1    | 0     | 0  |
| 1 | Libor Kozák           | 1    | 0     | 0  |
| 1 | Uroš Radaković        | 1    | 0     | 0  |
| 1 | Lukáš Štetina         | 1    | 0     | 0  |

### Žluté karty
|    | Hráč                  | Liga | Pohár | EL |
| -- | --------------------- | ---- | ----- | -- |
| 13 | Ladislav Krejčí       | 10   | 2     | 1  |
| 8  | Lukáš Štetina         | 7    | 1     | 0  |
| 8  | Guélor Kanga          | 6    | 2     | 0  |
| 7  | Michal Trávník        | 6    | 0     | 1  |
| 6  | Libor Kozák           | 6    | 0     | 0  |
| 6  | Martin Frýdek         | 4    | 2     | 0  |
| 6  | Srđan Plavšić         | 4    | 0     | 2  |
| 4  | Bořek Dočkal          | 4    | 0     | 0  |
| 4  | Dávid Hancko          | 4    | 0     | 0  |
| 4  | Michal Sáček          | 4    | 0     | 0  |
| 4  | Benjamin Tetteh       | 2    | 1     | 1  |
| 3  | Martin Hašek          | 3    | 0     | 0  |
| 3  | Andreas Vindheim      | 3    | 0     | 0  |
| 2  | Matěj Hanousek        | 2    | 0     | 0  |
| 2  | Milan Heča            | 1    | 1     | 0  |
| 2  | Adam Hložek           | 1    | 1     | 0  |
| 1  | Costa                 | 1    | 0     | 0  |
| 1  | Václav Drchal         | 1    | 0     | 0  |
| 1  | Semih Kaya            | 1    | 0     | 0  |
| 1  | David Lischka         | 1    | 0     | 0  |
| 1  | Georges Mandjeck      | 1    | 0     | 0  |
| 1  | Uroš Radaković        | 1    | 0     | 0  |
| 1  | David Moberg Karlsson | 0    | 1     | 0  |
| 1  | Florin Niță           | 0    | 0     | 1  |

### Červené karty
| Vyloučení | Hráč             | Liga | Pohár | EL |
| --------- | ---------------- | ---- | ----- | -- |
| 1         | Georges Mandjeck | 1    | 0     | 0  |
| 1         | Benjamin Tetteh  | 1    | 0     | 0  |
| 1         | Srđan Plavšić    | 0    | 0     | 1  |

## Cena kabiny
Po konci sezony sparťané hlasovali pro nejlepšího hráče sezony. Každý měl jeden hlas, pouze Costa hlasoval dvakrát. Hráčem sezony byl vybrán slovenský stoper Dávid Hancko.
| # | Hráč            | Hlasující                                                     |
| - | --------------- | ------------------------------------------------------------- |
| 8 | Dávid Hancko    | Panák, Costa, Vindheim, Štetina, Hložek, DMK, Plavšić, Drchal |
| 6 | Adam Hložek     | Heča, Karabec, Bičík, Trávník, Frýdek, Hancko                 |
| 4 | Guélor Kanga    | Tetteh, Costa, Mandjeck, Kanga                                |
| 2 | Michal Sáček    | Lischka, Hanousek                                             |
| 2 | Lukáš Štetina   | Krejčí, Sáček                                                 |
| 1 | Bořek Dočkal    | Kaya                                                          |
| 1 | Václav Kadlec   | Dočkal                                                        |
| 1 | Libor Kozák     | Niță                                                          |
| 1 | Ladislav Krejčí | Kozák                                                         |

## Soupeři
| Soupeř           | Liga | Liga  | Liga  | Pohár |
| Soupeř           | Doma | Venku | Nads. | Pohár |
| ---------------- | ---- | ----- | ----- | ----- |
| Bohemians        | 4:0  | 1:0   | —     | —     |
| České Budějovice | 3:3  | 2:2   | —     | 4:0   |
| Jablonec         | 2:0  | 2:2   | 3:0   | —     |
| Karviná          | 4:0  | 4:1   | —     | —     |
| Liberec          | 0:2  | 1:3   | 4:1   | 2:1   |
| Mladá Boleslav   | 5:2  | 3:4   | —     | —     |
| Olomouc          | 3:3  | 0:1   | —     | —     |
| Opava            | 2:0  | 1:0   | —     | —     |
| Ostrava          | 2:0  | 0:0   | 3:2   | 5:0   |
| Plzeň            | 1:2  | 0:1   | 1:2   | 2:1   |
| Příbram          | 3:0  | 1:0   | —     | —     |
| Slavia           | 0:3  | 1:1   | 0:0   | —     |
| Slovácko         | 0:2  | 2:0   | —     | —     |
| Teplice          | 3:0  | 1:1   | —     | —     |
| Zlín             | 2:2  | 2:0   | —     | —     |
| Jihlava          | —    | —     | —     | 2:1   |

## Přípravy

### Letní příprava
| 22. června 2019 | AC Sparta Praha                            | 3:1 | SK Benešov           | U Konopiště, Benešov |  |  |
| 15:00           | Benjamin Tetteh 6', 9' Ondřej Zahustel 45' |     | 78' Michael Azilinon |                      |  |  |
|                 |                                            |     |                      |                      |  |  |

| 29. června 2019 | AC Sparta Praha | 0:1 | CFR Kluž            | Bad Wimsbach (Rakousko) |  |  |
| 16:30           |                 |     | 87' George Țucudean |                         |  |  |
|                 |                 |     |                     |                         |  |  |

| 2. července 2019 | AC Sparta Praha     | 1:1 | FK Dynamo Moskva   | Sankt Georgen an der Gusen (Rakousko) |  |  |
| 18:00            | Benjamin Tetteh 59' |     | 35' Miguel Cardoso |                                       |  |  |
|                  |                     |     |                    |                                       |  |  |

| 5. července 2019 | AC Sparta Praha | 0:1 | LASK Linz        | Bad Leonfelden (Rakousko) |  |  |
| 17:00            |                 |     | 88' Fabian Benko |                           |  |  |
|                  |                 |     |                  |                           |  |  |

### Zimní příprava
| 18. ledna 2020 | AC Sparta Praha      | 1:0       | SK Dynamo České Budějovice | Strahov, Praha |  |  |
| 11:00          | Andreas Vindheim 16' | sparta.cz |                            |                |  |  |
|                |                      |           |                            |                |  |  |

| 22. ledna 2020 | AC Sparta Praha                                                         | 5:0       | FC Vysočina Jihlava | Strahov, Praha |  |  |
| 11:00          | Benjamin Tetteh 49' (pen.), 78', 83' Libor Kozák 3' Georges Mandjeck 8' | sparta.cz |                     |                |  |  |
|                |                                                                         |           |                     |                |  |  |

| 25. ledna 2020 | AC Sparta Praha  | 1:0       | FK Ústí nad Labem | Strahov, Praha |  |  |
| 11:00          | Michal Sáček 71' | sparta.cz |                   |                |  |  |
|                |                  |           |                   |                |  |  |

| 30. ledna 2020 | AC Sparta Praha | 1:2       | Marbella FC                                  | Estadio Municipal de Marbella, Marbella, Španělsko |  |  |
| 11:00          | Dávid Hancko 9' | sparta.cz | 70' Paulo Vitor Fernandes Pereira 86' Marcos |                                                    |  |  |
|                |                 |           |                                              |                                                    |  |  |

| 31. ledna 2020 | AC Sparta Praha    | 1:2       | FK Bodø/Glimt                                    | Dama de Noche, Marbella, Španělsko |  |  |
| 16:00          | Ladislav Krejčí 8' | sparta.cz | 4' (pen.) Jens Petter Hauge 80' Morten Konradsen |                                    |  |  |
|                |                    |           |                                                  |                                    |  |  |

| 6. února 2020 | AC Sparta Praha | 0:2       | Malmö FF                                       | Dama de Noche, Marbella, Španělsko |  |  |
| 15:30         |                 | sparta.cz | 61' Marcus Antonsson 77' (pen.) Jo Inge Berget |                                    |  |  |
|               |                 |           |                                                |                                    |  |  |

### Přátelská utkání po covid-pauze
| 12. května 2020 | AC Sparta Praha | 6:1       | FC Vysočina Jihlava | Strahov, Praha |  |  |
| 11:00           | Bořek Dočkal 19' (pen.) Adam Hložek 43' Guélor Kanga 49' Andreas Vindheim 68' Vojtěch Křišťál 70' (vl.) Dávid Hancko 90' | sparta.cz | 57' Jakub Rezek     | Diváci: 0      |  |  |
|                 | |           |                     |                |  |  |

| 12. května 2020 | AC Sparta Praha                                                       | 4:1       | FC Vysočina Jihlava | Strahov, Praha |  |  |
| 13:15           | David Moberg Karlsson 3' Costa 17' Michal Trávník 86' Libor Kozák 90' | sparta.cz | 35' Fares Shudeiwa  | Diváci: 0      |  |  |
|                 |                                                                       |           |                     |                |  |  |

| 16. května 2020 | AC Sparta Praha                                            | 3:2       | FK Dukla Praha                    | Strahov, Praha |  |  |
| 11:00           | Lukáš Štetina 28' Dávid Hancko 47' Guélor Kanga 90' (pen.) | sparta.cz | 54' Daniel Souček 79' Jiří Hrubeš | Diváci: 0      |  |  |
|                 |                                                            |           |                                   |                |  |  |

| 16. května 2020 | AC Sparta Praha                                                                   | 4:1       | FK Dukla Praha  | Strahov, Praha |  |  |
| 13:00           | David Moberg Karlsson 10' Georges Mandjeck 40' Václav Drchal 53' Adam Karabec 66' | sparta.cz | 78' Jiří Hrubeš | Diváci: 0      |  |  |
|                 |                                                                                   |           |                 |                |  |  |

| 19. května 2020 | AC Sparta Praha                           | 3:3       | FK Viktoria Žižkov                     | Letná, Praha |  |  |
| 16:00           | Michal Sáček Benjamin Tetteh Bořek Dočkal | sparta.cz | Josef Bazal Aleš Nešický Igor Súkenník | Diváci: 0    |  |  |
|                 |                                           |           |                                        |              |  |  |

## FIFA 20
Sparta bude třetí rok po sobě v populární hře série FIFA, ve hře FIFA 20.
|    | Pozice | Nár.     | Jméno       | DIV | HAN | KIC | REF | SPE | POS | W/F |        |
| -- | ------ | -------- | ----------- | --- | --- | --- | --- | --- | --- | --- | ------ |
| 75 | GK     | Rumunsko | Florin Niță | 75  | 73  | 69  | 76  | 31  | 77  | 2   | [ 70 ] |
| 73 | GK     | Česko    | Milan Heča  | 72  | 72  | 67  | 74  | 41  | 73  | 2   | [ 70 ] |
| 66 | GK     | Česko    | David Bičík | 66  | 64  | 63  | 65  | 23  | 64  | 2   | [ 70 ] |

|    | Pozice | Nár.      | Jméno                 | PAC | SHO | PAS | DRI | DEF | PHY | S/M | W/F |               |
| -- | ------ | --------- | --------------------- | --- | --- | --- | --- | --- | --- | --- | --- | ------------- |
| 73 | LB     | Česko     | Matěj Hanousek        | 87  | 44  | 64  | 69  | 67  | 72  | 1   | 2   | [ 70 ]        |
| 72 | CB     | Česko     | David Lischka         | 62  | 40  | 56  | 59  | 69  | 74  | 1   | 3   | [ 70 ]        |
| 72 | CB     | Zimbabwe  | Costa Nhamoinesu      | 82  | 39  | 58  | 62  | 69  | 78  | 1   | 3   | [ 70 ]        |
| 72 | CB     | Turecko   | Semih Kaya            | 64  | 38  | 56  | 56  | 70  | 75  | 1   | 2   | [ 70 ]        |
| 72 | CB     | Slovensko | Lukáš Štetina         | 65  | 38  | 51  | 53  | 70  | 79  | 1   | 2   | [ 70 ]        |
| 72 | CB     | Srbsko    | Uroš Radaković        | 52  | 33  | 45  | 44  | 71  | 77  | 1   | 2   | [ 70 ]        |
| 68 | RB     | Česko     | Ondřej Zahustel       | 74  | 59  | 59  | 62  | 64  | 74  | 1   | 2   | [ 70 ]        |
| 66 | LB     | Slovensko | Dávid Hancko          | 57  | 41  | 58  | 58  | 67  | 65  | 1   | 3   | [ 70 ]        |
| 78 | CAM    | Gabon     | Guélor Kanga          | 75  | 73  | 77  | 81  | 53  | 67  | 3   | 4   | [ 70 ]        |
| 76 | CAM    | Česko     | Bořek Dočkal          | 65  | 74  | 79  | 75  | 49  | 59  | 3   | 5   | [ 70 ]        |
| 74 | CM     | Česko     | Michal Trávník        | 69  | 69  | 73  | 75  | 59  | 64  | 3   | 3   | [ 70 ]        |
| 73 | RM     | Švédsko   | David Moberg Karlsson | 87  | 67  | 65  | 74  | 30  | 60  | 2   | 4   | [ 70 ]        |
| 73 | LM     | Srbsko    | Srđan Plavšić         | 85  | 67  | 67  | 76  | 28  | 59  | 2   | 3   | [ 70 ]        |
| 72 | CDM    | Česko     | Martin Frýdek         | 75  | 67  | 69  | 70  | 68  | 81  | 3   | 3   | [ 70 ]        |
| 72 | CM     | Česko     | Michal Sáček          | 73  | 59  | 69  | 73  | 64  | 69  | 3   | 4   | [ 70 ]        |
| 72 | LM     | Izrael    | Tal Ben Chaim         | 89  | 68  | 65  | 74  | 29  | 58  | 3   | 4   | [ 70 ]        |
| 71 | CM     | Česko     | Martin Hašek          | 72  | 66  | 68  | 71  | 64  | 71  | 3   | 2   | [ 70 ]        |
| 69 | CDM    | Kamerun   | Georges Mandjeck      | 72  | 46  | 59  | 65  | 65  | 79  | 2   | 3   | [ 70 ]        |
| 68 | CDM    | Česko     | Ladislav Krejčí       | 64  | 56  | 62  | 64  | 66  | 72  | 2   | 3   | [ 70 ]        |
| 79 | ST     | Česko     | Libor Kozák           | 59  | 78  | 60  | 72  | 39  | 82  | 2   | 3   | [ 70 ] [ 71 ] |
| 79 | ST     | Česko     | Libor Kozák           | 59  | 78  | 60  | 72  | 39  | 82  | 2   | 3   | [ 70 ] [ 72 ] |
| 72 | ST     | Ghana     | Benjamin Tetteh       | 78  | 66  | 53  | 70  | 24  | 73  | 3   | 2   | [ 70 ]        |
| 72 | ST     | Česko     | Libor Kozák           | 52  | 70  | 53  | 65  | 32  | 75  | 2   | 3   | [ 70 ]        |
| 71 | ST     | Česko     | Václav Kadlec         | 87  | 69  | 60  | 71  | 36  | 62  | 3   | 4   | [ 70 ]        |
| 70 | RW     | Česko     | Adam Hložek           | 74  | 68  | 66  | 73  | 30  | 73  | 3   | 3   | [ 70 ]        |
| 68 | ST     | Česko     | Václav Drchal         | 77  | 61  | 47  | 64  | 27  | 72  | 2   | 3   | [ 70 ]        |
| 67 | ST     | Česko     | Martin Graiciar       | 74  | 62  | 52  | 65  | 25  | 64  | 2   | 3   | [ 70 ]        |